# Шапошниково
Ша́пошниково (рос. Шапошниково) — село у складі Первомайського району Оренбурзької області, Росія.

## Населення
Населення — 603 особи (2010; 788 у 2002).
Національний склад (станом на 2002 рік):
- росіяни — 69 %